# Horní Kozolupy
Horní Kozolupy é uma comuna checa localizada na região de Plzeň, distrito de Tachov.